# Torre de Santiago (Pineda de Mar)
La torre de Santiago es una torre de vigilancia de Pineda de Mar que está adosada al Mas Castellar, el elemento fortificado mejor conservado del municipio. Corresponde a una de las muchas torres de defensa que fueron construidas a lo largo de toda la costa entre los siglos XIV y XVII.
En aquellos tiempos eran frecuentes las incursiones de corsarios turcos o berberiscos y de piratas sin jurisdicción. Valga como ejemplo la inscripción que hay en el dintel de la puerta de la iglesia parroquial de Pineda: "A 1 d'agost de MDXIV a punta d'alba XI galiotes del turc es posaren la gent a la plage cremaren les portes de la sglésia e moltes cases e mataren e cativaren IXX animas pujant fins a la casa de palau a migjorn se tornaren en barcas. Per reparo ses poblats ses fortificada esta sglesia de Pineda".
Para prevenir estos ataques, las torres de vigía hacían función de atalayas de vigilancia y al mismo tiempo constituían elementos defensivos, generalmente formando parte de un sistema fortificado o estratégico de defensa, intercomunicado a través de señales de humo o fuego. El número de torres llegó a ser tan grande que el litoral del Maresme era conocido como la costa torreada. La mayor parte de las torres conservadas son de los siglos XVI y XVII. Podían ser de planta cuadrada o redonda, aisladas o adosadas a las masías. Eran coronadas de almenas o matacanes alrededor de la azotea. En Pineda había torres de defensa en Can Cànoves, en Torre de Merola, en Can Jalpí y en la Rectoría Vella. La más interesante es, sin embargo, la Torre de Santiago, prototipo de torre cilíndrica con la base ataludada y corona de matacanes. Se comunica con la masía mediante una poterna a la altura de la segunda planta, accesible a través de un puente. Junto a la Torre se encuentra la masía, con tejado a dos vertientes, formada por tres cuerpos: el central más ancho y dos en sentido paralelo a la fachada posterior. El conjunto ha sido restaurado cuidadosamente, conservando todos los detalles arquitectónicos.